# Massimiliano Sforza
Ercole Massimiliano Sforza (Milánó, 1493. január 25. – Párizs, 1530. június 4.), a Sforza-ház-ból való herceg, Ludovico il Moro herceg elsőszülött fia, 1512–1515 között a Milánói Hercegség uralkodó hercege. A cambrai-i liga háborúi során 1512-ben pápai és svájci segítséggel jutott hatalomra, 1515-ben I. Ferenc francia király bevonuló csapatai ismét elűzték.

## Élete

### Származása, családja
Massimiliano Sforza 1493. január 25-én Milánóban, a Milánói Hercegség fővárosában. Édesapja Ludovico Sforza (1452–1508) volt, I. Francesco Sforza herceg és Bianca Maria Visconti hercegnő ötödik fia, a Milánói Hercegség régense. Édesanyja Beatrice d’Este hercegnő (1475–1497) volt, Estei Herkules (Ercole) modenai–ferrarai herceg (1431–1505) és Aragóniai Eleonóra nápolyi hercegnő (1450–1493) leánya.
Szülei házasságából két fiúgyermek született:
- Massimiliano (1493–1530), Pavia grófja, 1512–1515 között Milánó uralkodó hercege,
- (II.) Francesco (1495–1535), Milánó utolsó Sforza-házi hercege 1521–1524 között és 1530-tól haláláig.[1]

Több féltestvére is volt, apjának házasság előtti vagy házasságon kívüli kapcsolataiból. Apja, Ludovico Sforza, akit il Morónak (a „mórnak”) is neveztek, 1481 óta a kiskorú unokaöccse, Gian Galeazzo herceg nevében régensként kormányozta Milánót. Egy évvel Massimiliano születése után, 1494-ben, a 25 éves Gian Galeazzo herceg hirtelen meghalt. Ludovico il Moro háttérbe szorította a törvényes örököst, Gian Galeazzo 3 éves fiát, Francesco Mariát, a „Hercegecskét”, és magához ragadta Milánó uralkodói méltóságát.
1496-ban Ludovico herceg házassági tervet terjesztett szövetségese, VII. Henrik angol király elé. Tudor Máriát, a király ekkor 2 esztendős leányát, a jövendő VIII. Henrik húgát kívánta eljegyezni 3 éves fia, Massimiliano trónörökös herceggel. A terv nem valósult meg, mert VII. Henrik ingatagnak ítélte Ludovico politikáját, és nem akart itáliai háborúba bonyolódni a franciákkal, a nemrégen lezárult rózsák háborúja utáni békés időszakban. (Mária hercegnőt sokkal később, 1514-ben bátyja, VIII. Henrik király politikai okokból XII. Lajos francia királyhoz, Ludovico legyőzőjéhez adta feleségül).
Massimiliano még 4 éves sem volt, amikor anyja, Estei Beatrix 1497. január 2-án gyermekszülésben, újszülött gyermekével együtt meghalt. Apja nem nősült újra.

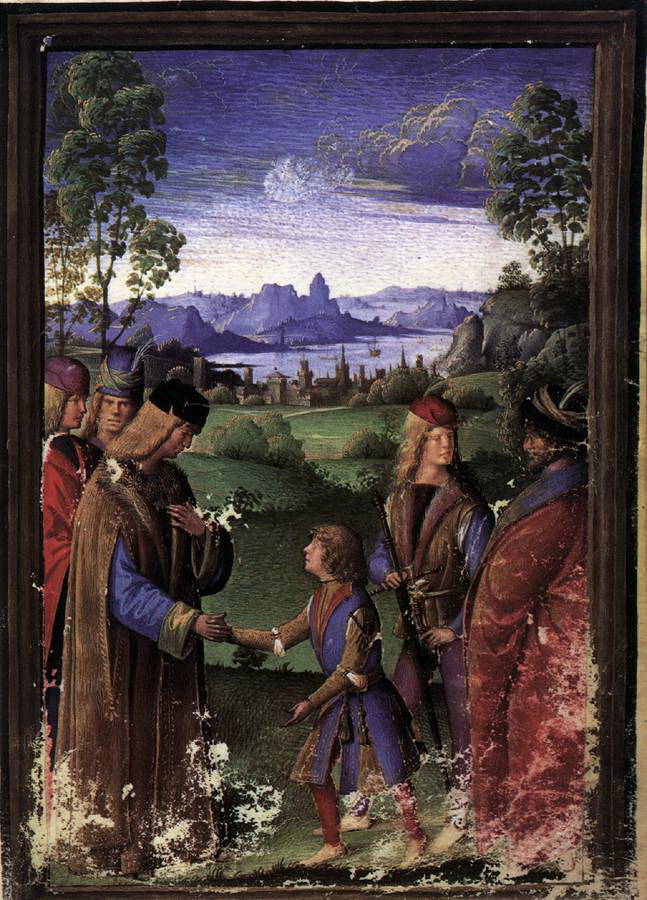
Az ifjú Massimiliano találkozása I. Miksa császárral, 1496. Biblioteca Trivulziana, Castello Sforzesco, Milánó)

### Bukás és menekülés
1494-ben Massimiliano apja, Ludovico herceg hatalmi megfontolásból segítette VIII. Károly francia király itáliai hadjáratát, elősegítve az első itáliai háború kitörését. Utóbb szembefordult szövetségesével, ezért az 1498-ban trónra lépő XII. Lajos, Valentina Visconti unokája, igényt formált a Milánói Hercegségre. A második itáliai háború során 1498-ban elfoglalta Milánót. Ludovico a fiaival együtt Innsbruckba menekült, a fiúkat szövetségese, I. Miksa német-római császár oltalmában hagyta, ő maga visszatért Lombardiába, de 1500-ban a franciák elfogták, és börtönben tartották haláláig, 1508 májusáig. A hercegség törvényes örökösét, a 7 éves Francesco Maria herceget XII. Lajos Franciaországba vitette, a „Hercegecske” 1512. január 17-én itt halt meg lovasbaleset következtében.

### A franciák kiűzése
Az 1500–1511 közötti éveket Massimiliano és Francesco Tirolban, az innsbrucki császári udvarban töltötték, nagynénjük, Bianka Mária császárné környezetében. 1508-ban kitört a cambrai-i liga első háborúja, amelynek célja a Velencei Köztársaság birtokainak felosztása volt a pápa és a franciák között. Velence felülkerekedett, 1511-ben II. Gyula pápa Velencével szövetkezett, megalakította a franciaellenes Szent Ligát, amelyhez az Aragóniai-ház uralma alatt álló Nápolyi Királyság, a svájci kantonok (elsősorban a svájci születésű Matthäus Schiner bíboros (1465–1522), Sion püspöke, pápai diplomata szervező munkájának révén) és az Angol Királyság is csatlakozott. Bár 1512-ben a ravennai csatában a franciák vereséget mértek a Liga csapataira, de parancsnokuk, Gaston de Foix-Nemours herceg elesett, a svájciak 1512 júniusára kiszorították a francia csapatokat Lombardiából.
Schiner bíboros javaslatára a II. Gyula pápa támogatta, hogy Milánóban a Sforzák uralmát állítsák helyre. 1512. június 20-án Massimiliano unokafivére, Ottaviano Sforza, az elhalt Galeazzo Maria házasságon kívül született fia, svájci zsoldos csapatok élén bevonult Milánóba, és Massimiliano nevében birtokba vette a várost.

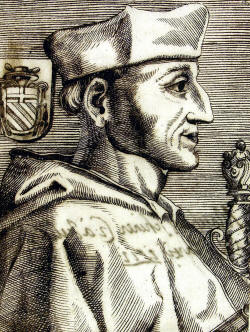
Matthäus Schiner bíboros (1465–1522)

### Milánó hercege
Mivel Gian Galeazzo fia, a „Hercegecske” már 1512 januárjában meghalt Franciaországban, a 19 éves Massimiliano előtt megnyílt az út a milánói hercegi trón felé. Bevonult Milánóba, ahol 1512. december 28-án beiktatták uralkodói méltóságába. A város kulcsait maga Schiner bíboros adta át neki, jelezve, kinek köszönheti hatalmát.
A svájciak drágán megfizettették a katonai támogatást. Milánó hercege átengedni kényszerült Lugano és Locarno városait, továbbá a piemonti Verbano-Cusio-Ossola tartományt. A Három Kanton Szövetsége nevű szabadállam (a mai Graubünden kanton) elfoglalta a Valtellina vidéket, Bormio és Chiavenna grófságokat. (Ezek a vidékek egészen a napóleoni háborúkig Svájc fennhatósága alatt maradtak, csak ekkor csatolták át őket előbb a Ciszalpin Köztársasághoz, majd a Lombard–Velencei Királysághoz.) A svájciak magukhoz ragadták Milánó kormányzását, az ifjú Massmiliano bábbá vált a kezükben. A kortársak megbotránkozva panaszkodtak, hogy Milánó összes kocsmája és fogadója a „németek” kezébe jutott, akik az átutazókat és a Róma felé tartó zarándokokat megkárosítják, kifosztják.
1513 februárjában II. Gyula pápa meghalt. Utódja, a Medici-családból való X. Leó lett, aki családi okokból szakított Velencével, akik viszont Bergamo, Brescia és Crema megszerzésének reményében márciusban a franciákkal szövetkeztek. Milánót stratégiai bekerítés fenyegette.

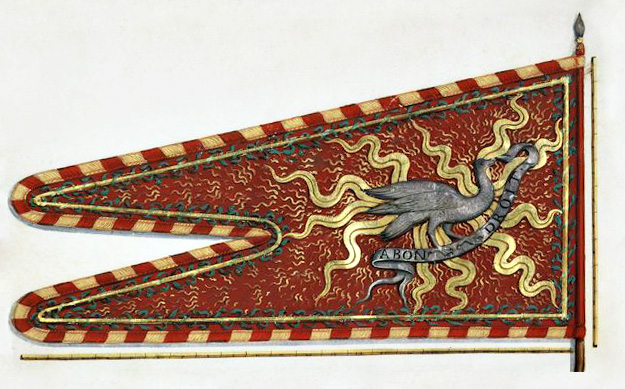
Massimiliano harci lobogója

1513 májusában francia csapatok, II. Louis de La Trémoille és Gian Giacomo Trivulzio velencei születésű condottiere parancsnoksága alatt átkeltek az Alpokon, benyomultak Lombardiába. Massimiliano herceg elsáncolta magát Novarában. A franciák ostrom alá vették a várost. Június 6-án megérkezett a Schiner bíboros által küldött svájci felmentő sereg, a novarai csatában (más néven ariottai csatában) szétverték a franciákat. Július 26-án Massimiliano herceg visszatérhetett székvárosába. A francia csapatokat 1513 végére kiszorították Itáliából.
Az 1514-es esztendő békés időszakot hozott a Milánói Hercegség lakóinak, megkezdődött a háborús károk helyreállítása, az újjáépítési munkákban sok kőfaragó, festő és szobrászművész dolgozhatott a városban.

### I. Ferenc király hadjárata
1515. január 1-jén XII. Lajos francia király Párizsban elhunyt, utódja unokafivére, I. Ferenc lett, aki akárcsak elődje, szintén Orléans-i I. Lajos herceg és Valentina Visconti hercegnő leszármazottja (dédunokája) volt. Felesége, Valois Klaudia breton hercegnő, XII. Lajos leánya, szintén Orléans-i I. Lajos és Valentina Visconti dédunokája volt, e kettős jogcímen követelte magának Milánót. Trónra lépése után azonnal hadsereggel indult Itáliába, a Milánói Hercegség megszerzésére.
1515. február 6-án a pápa újabb szövetséget kovácsolt, a pápai állam, a Német-római Birodalom, az Aragónia koronájához tartozó Nápolyi Királyság, Svájc és Milánó részvételével. 1515 áprilisában Franciaország és Velence is megújította az 1513-as katonai szövetséget.
1515. augusztus 13-án a piemonti Villafranca mellett egy francia lovas előőrs, Jacques de La Palice (Palisse) marsall vezetése alatt harc nélkül elfogta a pápai Liga csapatainak parancsnokát, Prospero Colonna condottierit, szabadon engedéséért 600 ló és 150 000 écu váltságdíjat kellett leróni. Tárgyalások kezdődtek a franciákkal Milánó átadásáról. Massimiliano hajlandónak mutatkozott átadni hercegségét, cserébe a Nemours-i Hercegségért. A svájciak hajlandók voltak lemondani Lombardiában szerzett birtokaikról, és csapatokat küldeni I. Ferenc hadseregébe, 1 000 000 écu fejében. Ferenc ki is fizette az első részletet, de Matthäus Schiner bíboros, a pápa megbízottja szeptember 13-án kiátkozással fenyegette meg a svájciakat, akik 20 000 lándzsással megrohanták a franciák marignanói táborát. (A község mai neve Melegnano, Milánó közelében).

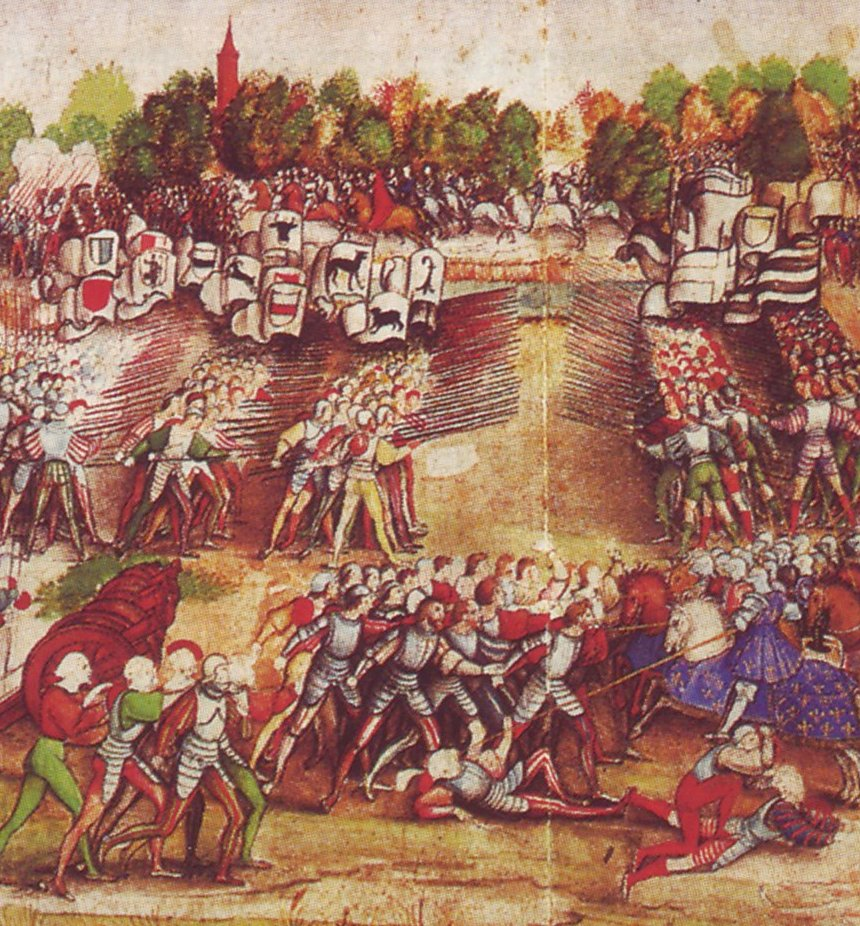
A marignanói csata (kortárs festmény)

1515. szeptember 14-én a franciák, Bartolomeo d’Alviano velencei condottiere csapataival megerősítve ellentámadást indítottak. A véres marignanói csatában végzetes vereséget mértek Schiner bíboros svájci zsoldosaira, akik 14 000 embert veszítettek.
A túlélők észak felé vonultak vissza, velük együtt menekült Massimiliano öccse, Francesco is, aki következő 6 évben Innsbruckban élt, I. Miksa császár védelmében. A svájci kantonok szövetsége végleg elveszítette katonai nagyhatalmi státuszát, bár 1516-ban I. Ferenc igen enyhe feltételekkel „örök békét” kötött velük Freiburgban, és területi hódításaik nagy részét is megtarthatták.
1515. szeptember 17-én a francia csapatok bevonultak Milánóba. Október 4-én Massimiliano herceg megadta magát. Október 11-én I. Ferenc király győzelmesen vonult be újonnan szerzett hercegségébe, kíséretében szövetségeseivel, III. Károly savoyai herceggel és IX. Vilmossal, Montferrat márkijával. Massimiliano hercegnek, lemondása fejében I. Ferenc király 36 000 dukát (35 000 écu) évjáradékot és bíborosi kalapot ígért. A megállapodás létrejött, a herceget erős őrizet alatt Franciaországba vitték, ahol szabadon, de állandó megfigyelés alatt élhetett.
Az 1516-os noyoni békeszerződés lezárta a cambrai-i liga háborúit, és elismerte a francia király jogát a Milánói Hercegségre. A Habsburg–Valois ellentét Miksa császár 1519-es elhunytát követően ismét kiújult. Az ún. „négyéves háború” kirobbanásakor, 1521 novemberében a spanyol és pápai haderő kiverte Milánóból a franciákat és velencei szövetségeseiket, és trónra ültette Massimiliano öccsét, II. Francesco Sforza herceget.

### Halála
A „hivatalos kommüniké szerint” Massimiliano Sforza herceg 1530. június 4-én hunyt el Párizsban, 37 éves korában. A párizsi Notre Dame-ban ravatalozták fel, Ferenc király saját költségén ünnepélyes gyászszertartást rendezett tiszteletére. A herceg testét ólmozott koporsóban hazahozták, a milánói Santa Maria delle Grazie-templomban temették el, ahol édesanyja mellett nyugszik.
Halálának időpontjában sokan kételkedtek. Sokáig tartotta magát a vélekedés, hogy Massimiliano visszavonult a világi ügyektől, és Celestino da Olgiate név alatt szerzetesként élt a párizsi Saint-Germain-des-Prés apátságban, 1552-ben bekövetkezett haláláig. Ezt azonban dokumentált bizonyítékok nem támasztják alá.

## További információ
- Massimiliano Sforza. Associazione Culturale Zivido. (olaszul)
- Euweb.cz : A Sforza-család genealógiája Archiválva 2020. szeptember 19-i dátummal a Wayback Machine-ben (angolul)
- Maurizio Gattoni: Leone X e la geo-politica dello Stato Pontificio, Vatikán, 2000. 23-132. old.
- Christine Shaw: Julius II. The Warrior Pope, Oxford, 1993.
- Holy Lague, 1511. Encyclopedia Britannica

## Lásd még
- Itáliai háborúk
- A cambrai-i liga háborúi

| Előző uralkodó: XII. Lajos francia király | Milánó hercege 1512 – 1515 Sforza | Következő uralkodó: I. Ferenc francia király |